# الفوج السادس من ميليشيا ماساتشوستس المتطوعين
كان الفوج السادس من ميليشيا ماساتشوسيتس المتطوعين من أفواج المشاة في زمن السلم الذي تم تفعيله للخدمة الفيدرالية في جيش الاتحاد لثلاثة فترات منفصلة خلال الحرب الأهلية الأمريكية. اكتسب الفوج سمعة سيئة نظرًا لأن الوحدة الأولى في جيش الاتحاد عانت من إصابات أثناء العمل خلال الحرب الأهلية في منطقة الشغب في بالتيمور وأول وحدة ميليشيا تصل إلى واشنطن العاصمة استجابةً لدعوة الرئيس أبراهام لينكولن الأولية إلى 75000 جندي. غالباً ما يشار إلى اللوثر ل. س. لسان ماساشوستس السادس بأنه أول جندي من قوات الاتحاد قتل أثناء الحرب.
في السنوات التي سبقت الحرب مباشرة وخلال تجنيده الأول، تألف الفوج في المقام الأول من شركات من مقاطعة ميدلسكس. خلال فترة خدمته الأولى، كانت أربع من أصل عشر شركات من الفوج من لوويل، ماساتشوستس. الكولونيل إدوارد إف جونز قاد الفوج خلال فترته الأولى.وهو فيما بعد قاد ال [26 ث] ماساشوستس وقد مُنحَ درجة قائد لواء الشرفيّة من [برّيتدير]. خلال فترة خدمته الثانية والثالثة، كانت الوحدة بقيادة العقيد ألبرت س. فولانسبي.
انضم الفوج لأول مرة لمدة «90 يوما» إلى الخدمة التي استمرت من 16 أبريل - 2 أغسطس، 1861. بعد انخراطهم في الشغب في بالتيمور، انتقل الفوج إلى واشنطن ثم عادت إلى بالتيمور لحراسة مواقع داخل المدينة وكذلك محطة سكة حديد بالتيمور وأوهايو في إلكريدج، ميريلاند. استمرت مدة خدمتهم الثانية تسعة أشهر من أغسطس 1862 إلى يونيو 1863. خلال هذا الوقت تم إرفاق ماساتشوستس السادس بالسلك السابع وشارك في العديد من الحملات والإجراءات في محيط سوفولك بولاية فرجينيا، وأبرزها حصار سوفولك ومعركة كارسفيل في أبريل ومايو 1863. شجاعة جوزيف جي إس الخاصة في كارزفيل، أكسبته وسام الشرف. خدم فوج ماساشوستس السادس فترة ثالثة رداً على دعوة القوات للدفاع عن التحصينات حول واشنطن. خلال هذه الفترة، التي استمرت 100 يوم من يوليو إلى أكتوبر 1864، حاصر فوج ماساتشوستس السادس فورت جيم سي. سميث في أرلينغتون بولاية فرجينيا وحرست أسرى الحرب الكونفدراليين في فورت ديلاوير بالقرب من مصب نهر ديلاوير.

## الوحدات السابقة
تم تشكيل فوج ماساتشوستس السادس الذي خدم خلال الحرب الأهلية في عام 1855 خلال إعادة تنظيم ميليشيا ماساشوسيتس. أعطيت الوحدات الأخرى التي يعود تاريخها إلى القرن الثامن عشر تسمية الفرقة السادسة لفرقة ماساشوسيتس العسكرية.  تم تشكيلها وحلها في أوقات مختلفة وعلى الرغم من أنها تشترك في نفس التصنيف العددي، فلا يوجد وحدة مستمرة تعرف باسم ماساتشوستس السادس. كانت إحدى الوحدات المعيّنة في ماساتشوستس السادس هي فوج خدم خلال حرب الملك جورج في حصار لويسبورغ في عام 1745.  خلال حرب الاستقلال الأمريكية، شارك فوج ماساتشوستس السادس في معركة بانكر هيل، معركة هارلم هايتس، معركة ترينتون ومعركة ساراتوجا.